# 조선의 학문
조선시대의 학문은 조선 시대 전반에 걸쳐 유학의 일파인 성리학이 융성하였고, 중기부터 도교가 도학이라는 이름으로 퍼지기 시작했다. 조선 후기에 실사구시와 이용후생을 바탕으로 실학이 일어났으며, 처음에는 이단으로 배척받던 양명학도 뿌리를 내렸다.

## 성리학
태조 이성계를 도와 조선의 건국에 큰 공을 세운 정도전·조순(趙俊) 등은 모두 주자학(朱子學)의 신봉자들로서 이들은 유학적(儒學的)인 이상을 새 왕조에 실현시켜 보려고 정교(政敎)의 지도이념으로 유교를 채택하는 동시 불교를 맹렬히 배출시켰다. 조선에서는 임금의 진강(進講)을 비롯하여, 성균관·사학(四學)·향교(鄕校) 등의 교육기관이나 과거 등에도 그 과목이 채택되어 나라의 정치는 유교정치와 같이 되기에 이르렀다.
한편 새 왕조에 벼슬하지 않고 절의(節義)를 지킨 길재(吉再) 등은 산림(山林)에 묻혀 제자들이 교육과 주자학의 연구에 힘써 이들 사이에서 주자학은 더욱 발달하게 되었다. 길재의 문하에서 배운 김숙자(金淑滋)·김종직(金宗直) 및 그 뒤를 이어 김굉필(金宏弼)·정여창(鄭汝昌) 등의 신진사류들도 세종 때부터 차츰 관계(官界)에 오르게 되었으며, 또한 세종 때에 설치된 집현전(集賢殿)을 통하여 훌륭한 유학자들이 많이 쏟아져 나왔다. 그러던 중 세조의 찬위(簒位)를 계기로 유학자는 지방·사상·처세(處世)상의 여러 가지 이류로서 훈구파(勳舊派)·절의파(節義派)·청담파(淸談派)·사림파(士林派)의 넷으로 크게 갈라졌다. 훈구파는 건국 초기부터 조정에 기반을 가지고 계속 정권을 잡아오던 학자였던 데 대하여 절의파나 청담파는 절의를 지키거나 청담(淸談)만을 일삼아 현실의 정권에서는 떨어져 있었기 때문에 결국은 훈구파의 대립적인 세력을 이룬 것은 사림파였다.
사림파는 처음에 훈구파와 불화가 생겨 여러 번 박해를 받았으나 뒤에는 계속해서 요직에 등용되어 정치에 직접 참여하는 한편 정통적인 주자학을 계승하면서 조선시대 유학의 주류를 이루었다. 특히 중종 때에 김굉필(金宏弼)의 학통을 이은 조광조(趙光祖)는 임금의 두터운 신임을 받고 이상적인 도학정치(道學政治)를 실현해 보기 위하여 지치주의(至治主義)를 표방하고 유교적 교화 사업을 여러 방면으로 크게 일으킨 일도 있었다. 그러나 이때까지의 학풍(學風)은 문자(文字)·훈고(訓詁)를 주로 하였다. 그러다가 기묘사화(己卯士禍)로 말미암아 조광조 이하 많은 사류(士類)들이 사형 혹은 축출되자 나머지 사류들은 정계(政界)에 나아갈 생각을 버리고 학문에만 열중하는 풍조가 일어나 학문의 경향도 사색과 이론의 방면으로 일변하여 주자학의 우주론(宇宙論)·심리설(心理說) 등이 깊이 연구되었다. 이 학풍의 선구를 이룬 학자는 서경덕(徐敬德)·이언적(李彦迪)등 이었으며, 이들의 뒤를 이어 나타난 명종·선조 때의 김인후(金麟厚)·이황(李滉)·이이(李珥)등은 특히 뛰어나서 한국 유학사(儒學史)상 대표적인 학자로서 존경을 받고 있다. 그러나 그 뒤로는 당파싸움과 결부됨으로써 학문에 대한 연구는 활발치 못하였으며 더욱이 주자학이 융성함에 따라 대두된 예론(禮論)은 시끄러운 복제 문제(服制問題)를 야기하여 당쟁에 이용되기도 하였다.
조선시대 유학은 배타적이어서 중국에서 성행하던 유학의 분파인 양명학(陽明學)은 조선에서는 이단시되었을 뿐만 아니라, 같은 주자학파라도 주자와 경주(經註)에 반대하여 심한 비난을 받았으며, 학설의 다름은 당쟁(黨爭)을 유발시켜 정치·사회 면에도 깊이 영향을 미쳤다. 그러다가 후기에 이르러서야 청나라의 고증학(考證學)과 서양 문물 등에 대한 지식을 얻어 공헌할 수 있는 학문인 실학(實學)이 일어났는데, 유형원(柳馨遠)·이익(李瀷)·정약용(丁若鏞) 등, 이 방면에 뛰어난 학자들이 나와 새로운 학풍을 보여주기도 하였다. 그러나 이들도 주자학의 테두리에서 완전히 벗어나지 못했음은 물론이다.
한편 한말(韓末)의 최익현(崔益鉉) 같은 유학자들은 주자학의 명분론(名分論) 등을 내세워 항일운동을 실천에 옮긴 일도 있었다. 유학을 국교(國敎)처럼 숭상하던 조선에서는 유학사상을 사회에 널리 보급하기에도 힘썼다. 고려 말기에 주자학과 같이 전래된 주자의 가례(家禮)·가묘(家廟) 등의 보급이 양반층은 물론 일반 백성들에게도 유교적인 윤리 관념을 일반화시키는 데에 크게 작용하였다. 또 그 윤리 도덕을 구체적으로 백성들에게 가르치기 위해 효자·충신·열녀 등의 사적(事蹟)을 편찬했으며, 지방관들도 그 교화에 힘썼다. 이렇게 하여 유학이 조선사회에 끼친 공적도 있었으나, 한편으로는 가족 제도와 계급사상을 엄격히 하였으며 형식적인 예절과 사대주의 사상을 낳게 하고, 상공업·예술 등을 천시케 하는 등 폐단이 많았다.

## 실학
유형원의 학풍을 이어 실학을 하나의 학파로서 형성한 사람은 숙종 때의 이익이었다. 그의 대표적인 저서는 《성호사설》로서, 여기에는 그의 다채로운 학풍이 나타나 있다. 이익의 문하에는 많은 제자가 배출되어 실학은 점차 학계의 주도적인 학문으로 등장하였다.
그 후 영조, 정조, 순조 때에 이르러 실학은 극성기에 달하였다. 더구나 정조 때에는 규장각이라는 학문연구소가 설치되어 실학자들이 등용되고, 서얼 출신의 학자들도 채용되었다. 이리하여 많은 유용한 서적들이 편찬되었는데, 영조 때에는 《속대전》, 《동국문헌비고》, 《속오례의(續五禮儀)》, 《속병장도설(續兵將圖說)》 등이 편찬되었다. 또 정조 때에는 《대전통편》, 《문원보불》, 《동문휘고(同文彙攷)》, 《추관지》, 《탁지지》, 《무예도보통지》, 《해동농서》, 《전운옥편(全韻玉篇)》 등 여러 가지가 있어, 이러한 편찬사업의 성행은 세종·성종 때에나 비길 성황이었다.
이 같은 영·정조 시대의 문운(文運)의 흥기에다가 새로 청조(淸朝) 고증학의 영향을 받아 실학은 더욱 융성하게 되었다. 이리하여 수많은 실학의 대가들이 나타나 각기 특색 있는 학풍을 가지고 찬란한 학문적 성과를 낳았다.
즉 역사에는 안정복의 《동사강목》, 한치윤의 《해동역사》, 이긍익의 《연려실기술》, 유득공의 《사군지(四郡志)》, 《발해고》가 있으며, 지리에는 이중환의 《택리지》, 신경준의 《강계고(彊界考)》, 《도로고(道路考)》, 《산수고(山水考)》, 성해응(成海應)의 《동국명산기(東國名山記)》, 정약용의 《강역고(疆域考)》, 《대동수경(大東水經)》 등이 있고, 정상기(鄭尙驥)의 《팔도분도(八道分圖)》, 김정호의 《대동여지도》가 있었다.
또 국어학에는 신경준의 《훈민정음운해(訓民正音韻解)》, 유회의 《언문지(諺文志)》가 유명하고, 금석학(金石學)에는 김정희의 《금석과안록》, 농학에는 서유구의 《임원경제지》, 동물학에는 정약전(丁若銓)의 《자산어보》, 의학에는 정약용의 《마과회통(麻科會通)》이 있었다.
이러한 가운데 특히 정약용은 여러 방면에서 훌륭한 업적을 남겨 실학 최대의 학자로 불리고 있다. 그의 학문적 업적 중에서 《경세유표》, 《목민심서》, 《흠흠신서》의 3부작은 가장 빛나는 부분이었다. 실학이 현실에서부터 출발하였다고 했지만, 위에서 예거한 실학자들은 대개 농촌을 토대로 하여 조선사회의 현실을 개혁하려고 하였다. 그러므로 그들의 학문은 제도상의 개혁에 치중하는 경세치용(經世致用)의 학문이었다. 그들의 사고는 다분히 복고적(復古的)인 경향을 지니고 있었으며, 그들이 그리는 이상(理想) 국가는 유교적인 것이었다.
이에 대해서 박제가·박지원·홍대용·이덕무 등이 대표적 존재인 실학의 다른 일파가 있어 이를 북학파라고 하며, 그들의 저술로는 《북학의》, 《열하일기》, 《담헌서》 등이 있다.

## 도학
조선 초기에 국가적 종교 행사의 하나였던 소격서(昭格署)가 중종 대에 폐지되고, 성리학의 발달에 따라 이단으로 취급되면서 도교(道敎)는 크게 위축되었다.
그러나 잇단 사화와 당쟁을 겪으면서 향촌에 은거한 지식인들 사이에서는 심신의 연마를 위한 수련 도교(내단(內丹))가 널리 유행하기 시작하였다.
임진왜란 직후의 시기에는 전 세계적인 기온강하로 기근과 질병이 계속되면서 질병치료의 수단으로서도 수련 도교에 대한 관심이 높아졌다. 이에 따라 수련 도교 혹은 신선사상을 이론적으로 정리하려는 움직임이 나타났는데, 선조 때부터 광해군 때까지 정렴(鄭磏)의 《용호비결(龍虎秘訣)》, 한무외(韓武畏)의 《해동전도록(海東傳道錄)》, 곽재우의 《양심요결(養心要訣)》, 광해군 때부터 인조 때까지 권극중(權克中)의 《참동계주해(參同契註解)》 등이 그런 것들이다. 특히 권극중은 도교를 유교나 불교보다도 철학적으로 윗자리에 놓으려는 이론을 구성하여 주목을 끌었고, 한무외는 한국 도교의 기원이 신라에서 시작된 것으로 체계화하였다.
수련 도교가 유행함에 따라 성리학자들 중에서도 도교에 관심을 가진 사람이 많이 나타났는데, 17세기 전반의 한백겸·이수광·허균·이식·장유·유몽인·정두경(鄭斗卿)·허목·유형원, 그리고 17세기 말의 홍만종(洪萬宗)이 대표적 인물이다.
특히 이수광은 《지봉유설》에서 한국 선도(仙道)와 방술(方術)의 유래를 소개하였고, 유몽인은 《어우야담(於于野談)》에서, 허균은 《사부고(四部稿)》에서 선도(仙道)와 관련된 인물의 행적을 소개하였다.
이를 계승하여 허목은 《청사열전(淸士列傳)》을 쓰고, 홍만종은 《해동이적(海東異蹟)》(1666년)을 저술하여 단군에서 곽재우에 이르는 40여 명의 단학인(丹學人)들을 소개하였다. 특히 홍만종은 한국 산수의 아름다움 때문에 수련 도교가 자연 발생하였다고 보고 그 시초를 단군에서 찾음으로써 수련 도교의 민족적 특성을 강조하였다.
18세기에는 황윤석(黃胤錫)이 《해동이적》을 증보하여 《증보 해동이적》을 편찬하였다. 한편, 수련 도교에서 한 걸음 더 나아가 도교의 사상적 뿌리인 노·장(老莊)에 대한 관심도 높아졌다. 17세기 말 박세당(朴世堂)의 《신주도덕경(新註道德經)》, 18세기 서명응(徐命膺)의 《도덕지귀론(道德指歸論)》, 그리고 홍석주(洪奭周)의 《정로(訂老)》 등이 그것이다.

## 양명학
도교와 더불어 또 하나의 흐름이 양명학(陽明學)이다. 양명학이 한국에 들어온 것은 16세기 전반기였으나 이황 등 성리학자의 비판으로 이단으로 몰리다가 왜란을 전후한 시기에 이요(李瑤)·남언경(南彦經)·최명길(崔鳴吉)·이수광·장유 등에게 다시 주목을 받았고, 선조 같은 왕도 깊은 관심을 보였다.
이 시기 지식인들은 양명학을 학문으로서 받아들이기보다는 마음을 수양하는 종교의 차원에서 이해하려는 것이 일반적이었다. 즉 사람은 누구나 양지(良知)를 가지고 있고, 이 양지로써 사물을 바로잡아야 한다는 지행일치(知行一致)의 이론이 개혁지향적인 인사들의 관심을 끈 것이다. 그러다가 18세기 초 정몽주의 후손인 정제두(鄭齊斗)가 나타나 뚜렷한 학문적 자리를 차지하게 되었다. 그는 《존언(存言)》, 《만물일체설(萬物一體說)》 등을 써서 이론체계를 세웠는데, 그의 영향을 받아 이광려(李匡呂)·이광사(李匡師)·이충익(李忠翊) 등이 배출되었다.
대체로 양명학은 정권에서 소외된 소론파와 이왕가의 종친, 그리고 서얼출신 인사들 사이에서 가학(家學)으로 이어지면서 퍼졌고, 강화도를 중심으로 개성·한양·충청도 등 서해안 지방에서 호응을 얻었다.
이 지역은 상업의 중심지로서 상업과 양명학의 연결도 무시할 수 없었다. 그러나 양명학자들은 학문적으로 성리학을 기본으로 하고 양명학을 겸행하는 경우가 많아서 크게 떨치지는 못하였다. 한말·일제 강점기의 이건창(李建昌)·이건방(李建芳)·김택영(金澤榮)·박은식(朴殷植)·정인보(鄭寅普) 등은 양명학을 계승하여 국학운동을 벌인 저명한 인사들이다.

## 국학 운동
세도정치기의 불우했던 개혁 사상가들 가운데에는 18세기의 역사의식을 계승하면서 이를 한층 학문적으로 심화시킨 역사가들이 적지 않았다. 정약용·한치윤·홍석주·홍경모·윤정기가 그러한 이들이다.
정약용은 《아방강역고(我邦疆域考)》(1811년~1833년)를 써서 한국 고대사의 강역을 새롭게 고증했다. 특히 백제의 첫 도읍지가 지금의 한양이라는 것과 발해의 중심지가 백두산 동쪽이라는 것을 해명한 것은 탁월한 견해로서, 그의 지리고증은 대부분 지금까지도 통설로 받아들여지고 있다.
한양 남인학자인 한치윤(韓致奫)은 일평생 역사편찬에 몰두하여 조카 한진서(韓鎭書)와 합작으로 85권의 방대한 《해동역사(海東繹史)》(1814년~1823년)를 편찬했다. 540여 종의 중국 및 일본 서적을 참고하여 쓴 이 책은 동이문화(東夷文化)에 뿌리를 둔 한국 문화의 선진성과 아울러 한국과 중국 및 일본과의 문화교류가 상세히 정리되어 있어 자료로서의 가치가 매우 높다. 특히 한진서가 쓴 《지리고》는 정약용의 《아방강역고》와 더불어 역사지리 고증의 높은 수준을 보여준다. 홍석주는 삼국과 발해의 강역에 특별한 관심을 가지고 《동사세가(東史世家)》를 쓰고, 또 한국인이 중국인보다 더 정확한 중국사를 쓸 수 있다는 자신감에 《명사관견(明史管見)》을 비롯한 여러 종류의 역사책을 썼다. 중국인이 쓴 중국사에 잘못이 많아 이를 바로 잡으려는 노력은 정조 때에 송사(宋史)의 잘못을 바로 잡은 《송사전》의 편찬으로도 나타났는데, 이는 조선 후기 학자들의 문화적 자신감에서 나온 것이다.
홍석주의 친족인 홍경모(洪敬謨)는 정약용과 한치윤 등 선배학자들의 문헌고증방법을 계승하여 한국 상고사의 여러 의문점을 하나하나 고증했는데, 《동사변의(東史辯疑)》(1868년)를 써서 고증적 역사 서술의 전통이 이어졌다.
19세기의 과학적이고 고증적인 학풍은 지리지 편찬과 지도에도 나타나 앞 시기보다 한층 정밀하고 규모가 큰 지도·지리지가 제작되었다.
이 시기의 가장 뛰어난 지리·지도 연구자는 김정호이다. 그는 황해도 출신으로 한양에 살면서 신헌(申櫶)·최한기 등의 도움을 얻어 여러 관찬지도를 보고, 이를 집대성하여 《청구도》라는 지도책을 발간하고, 이를 더욱 발전시켜서 23폭으로 이루어진 약 7미터 길이의 전국지도인 《동여도》와 《대동여지도》를 제작하였다. 전자는 필사본 채색지도이고, 후자는 목판으로 찍어내어 대중들에게 널리 보급되었다.

## 같이 보기
- 조선
- 조선의 문화
- 조선의 유학
- 조선의 유학자
- 도교